# Jorge Viterbo Ferreira
Pour les articles homonymes, voir Ferreira.
Jorge João Viterbo Ferreira est un joueur d'échecs portugais né le 20 juin 1994 à Porto. 
Au 1er août 2019, Ferreira est le premier joueur portugais avec un classement Elo de 2 521 points.

## Biographie et carrière
Grand maître international depuis 2018, Ferreira finit à la 9e-32e place ex æquo (trentième au départage) du Championnat d'Europe d'échecs individuel 2018 avec 7,5 points sur 11.
Galego a représenté le Portugal lors de quatre olympiades (de 2012 à 2018), jouant au premier échiquier en 2016 et 2018,,.